# Le Tigre se parfume à la dynamite
Pour plus de détails, voir Fiche technique et Distribution.
Le Tigre se parfume à la dynamite est un film franco-hispano-italien réalisé par Claude Chabrol, sorti en 1965 avec Roger Hanin. C'est la seconde aventure du héros après Le Tigre aime la chair fraîche l'année précédente

## Synopsis
Le Tigre est envoyé pour superviser l'excavation d'un navire coulé. 
Alors qu'il tente de récupérer le trésor qui se trouvait sur le bateau, il est constamment contrecarré par des ennemis internationaux. Parmi eux se trouve un vieux nazi nommé Hans von Wunchendorf qui rêve de domination du monde. Il se cache derrière le nom de code « The Orchid » et doit mettre la main sur le trésor pour soutenir un réseau mondial d'anciens camarades exilés. L'or doit permettre à son organisation de réaliser le « Endsieg » (la victoire finale).

## Fiche technique
- Titre original : Le Tigre se parfume à la dynamite
- Réalisation : Claude Chabrol
- Scénario : Antoine Flachot
- Adaptation et dialogues : Jean Curtelin
- Décors : Juan Alberto Soler
- Photographie : Jean Rabier
- Son : Jean-Claude Marchetti
- Musique : Jean Wiener ; orchestre dirigé par André Girard
- Montage : Jacques Gaillard
- Production : Christine Gouze-Rénal
- Coproduction : Dino De Laurentiis, Francisco Balcázar
- Sociétés de production :  Progéfi,  Balcázar Producciones Cinematográficas,  Dino De Laurentiis Cinematografica
- Société de distribution : Gaumont
- Pays d’origine :  France,  Espagne,  Italie
- Langue originale : français
- Format : couleur (Eastmancolor) — 35 mm — 1,66:1 — son Mono
- Genre : Film d'espionnage
- Durée : 95 minutes
- Date de sortie :
  - France : 5 novembre 1965

## Distribution
- Roger Hanin : Louis Rapière, dit Le Tigre
- Margaret Lee : Pamela Mitchum
- Michel Bouquet : Jacques Vermorel
- Micaela Pignatelli : Sarita Sanchez
- Carlos Casaravilla : Ricardo Sanchez
- Pepe Nieto
- Jose M. Caffarel : le colonel Pontarlier
- Georges Rigaud : le commandant Damerec
- Roger Dumas : Duvet

### Cameo (non crédité)
- Claude Chabrol : le médecin
- Mohamed Ali Assad-Bahador : Hans von Wunchendorf
- Michel Etcheverry